# Ploulec’h
Ploulec'h – miejscowość i gmina we Francji, w regionie Bretania, w departamencie Côtes-d’Armor.
Według danych na rok 1990 gminę zamieszkiwały 1404 osoby, a gęstość zaludnienia wynosiła 138 osób/km² (wśród 1269 gmin Bretanii Ploulec'h plasuje się na 448. miejscu pod względem liczby ludności, natomiast pod względem powierzchni na miejscu 829.).